# 日本外史
日本外史為江戶時期末年賴山陽所著。全書共22卷，講述自源平合戰以來至德川幕府初期的日本歷史。1827年完成由幕府老中松平定信進呈，兩年後出版。
幕末尊王攘夷運動勤王思想也與其有关。
賴山陽死後、弟子岡田鴨里編集日本外史補著作刊行。
| 卷目   | 名稱                    | 卷目     | 名稱                |
| ------ | ----------------------- | -------- | ------------------- |
| 卷一   | 源氏前記 平氏           | 卷十二   | 足利氏後記 毛利氏   |
| 卷二   | 源氏正記 源氏上         | 卷十三   | 德川氏前記 織田氏上 |
| 卷三   | 源氏正記 源氏下         | 卷十四   | 德川氏前記 織田氏下 |
| 卷四   | 源氏後記 北條氏         | 卷十五   | 德川氏前記 豐臣氏上 |
| 卷五   | 新田氏前記 楠氏         | 卷十六   | 德川氏前記 豐臣氏中 |
| 卷六   | 新田氏正記 新田氏       | 卷十七   | 德川氏前記 豐臣氏下 |
| 卷七   | 足利氏正記 足利氏上     | 卷十八   | 德川氏正記 德川氏一 |
| 卷八   | 足利氏正記 足利氏中     | 卷十九   | 德川氏正記 德川氏二 |
| 卷九   | 足利氏正記 足利氏下     | 卷二十   | 德川氏正記 德川氏三 |
| 卷十   | 足利氏後記 北條氏       | 卷二十一 | 德川氏正記 德川氏四 |
| 卷十一 | 足利氏後記 武田氏上杉氏 | 卷二十二 | 德川氏正記 德川氏五 |